# مارك ستيوارت (لاعب كرة قاعدة)
مارك ستيوارت (بالإنجليزية: Mark Stewart) هو لاعب كرة قاعدة أمريكي، ولد في 14 أكتوبر 1889 في Whitlock, Tennessee ‏ في الولايات المتحدة، وتوفي في 17 يناير 1932 في ممفيس في الولايات المتحدة.

## وصلات خارجية
- مارك ستيوارت على موقعبيزبول رفرنس.كوم (الدوري الرئيسي) (الإنجليزية)
- مارك ستيوارت على موقعبيزبول رفرنس.كوم (الدوري الثانوي) (الإنجليزية)